# Cecilio Jiménez Rueda
Cecilio Jiménez Rueda (Atarfe, província de Granada, 27 de juny de 1858 - 9 de setembre de 1950) fou un matemàtic espanyol, acadèmic de la Reial Acadèmia de Ciències Exactes, Físiques i Naturals.

## Biografia
En 1873 es va instal·lar a Granada, on va dirigir un institut d'educació secundària, alhora que estudiava batxillerat i a l'Escola de dibuix de Santo Domingo i cursava el batxillerat. El 1886 es va llicenciar en ciències a la Universitat Central de Madrid i el 1888 s'hi va doctorar amb excel·lent.
Un cop acabats els estudis va ser nomenat auxiliar numerari de la Facultat de Ciències de Madrid, on va impartir cursos de mecànica, física, matemàtiques, geometria, anàlisi, i en 1892, per oposició, va obtenir la plaça d'auxiliar de dibuix de la mateixa Facultat. En 1896 va obtenir la càtedra de geometria i geometria analítica de la Universitat de València, encarregant-se també de l'estació meteorològica d'aquesta facultat. El 1906, va tornar a la Universitat de Madrid, on va aconseguir la càtedra de geometria mètrica i complements d'àlgebra i geometria de la secció de Naturals. Durant aquest nou pas per la universitat madrilenya va estar a càrrec de la Secretària d'aquesta facultat.
Va ser membre i presidi durant diversos anys la Societat Facultativa de Ciències i Lletres, la revista de la qual va dirigir en 1895, i va ser delegat a Espanya de la Comissió Internacional de l'Ensenyament Matemàtic (1912-14). Va arribar ha ser vicepresident de la secció 1a de l'Associació Espanyola per al progrés de les Ciències. Va ser director a més de la revista de la Reial Societat Matemàtica Espanyola (1915-16) i soci corresponent de l'Institut de Coïmbra.
Va ser nomenat numerari de la Reial Acadèmia de Ciències Exactes, Físiques i Naturals, en la qual va ingressar el 17 de febrer de 1918 amb el discurs "Algunas consideraciones acerca de la evolución de los conceptos de punto, recta, plano y espacio". Va publicar articles a revistes especialitzades com Revista de la Sociedad Matemática Española i divulgatius a diaris com El Mercantil Valenciano o El Defensor de Granada.
El seu germà, Miguel Jiménez Rueda, fou president del Sindicat Agrari d'Atarfe i va ser assassinat el 1932 en una disputa obrera mentre passejava.

## Obres
- 1893. "Prolegómenos de Aritmética Universal"
- 1893. "Sobre la constitución molecular de los cuerpos gaseosos"
- 1898. "Tratado de las formas geométricas de primera categoría"
- 1898. "Tratado de las formas geométricas de segunda categoría".
- 1903. "Lecciones de Geometría Métrica"
- 1909. "Lecciones de Geometría Métrica y Trigonometría".